# Loðmundarfjörður
Le Loðmundarfjörður est un fjord d'Islande débouchant dans la Seyðisfjarðarflói, dans la région d'Austurland.